# Premier Division 1993-1994 (Irlanda)
La stagione 1993-1994 è stata la settantatreesima edizione della League of Ireland, massimo livello del calcio irlandese.

## Classifica finale
|  | Pos. | Squadra         | Pt | G  | V  | N  | P  | GF | GS | DR  |
|  | ---- | --------------- | -- | -- | -- | -- | -- | -- | -- | --- |
|  | 1.   | Shamrock Rovers | 66 | 32 | 21 | 3  | 8  | 62 | 30 | +32 |
|  | 2.   | Cork City       | 59 | 32 | 17 | 8  | 7  | 60 | 36 | +24 |
|  | 3.   | Galway Utd      | 50 | 32 | 14 | 8  | 10 | 47 | 42 | +5  |
|  | 4.   | Derry City      | 46 | 32 | 12 | 10 | 10 | 37 | 35 | +2  |
|  | 5.   | Shelbourne      | 43 | 32 | 11 | 10 | 11 | 42 | 42 | 0   |
|  | 6.   | Bohemians       | 41 | 32 | 11 | 8  | 13 | 34 | 35 | -1  |
|  | 7.   | Monaghan Utd    | 47 | 32 | 13 | 8  | 11 | 41 | 38 | +3  |
|  | 8.   | Dundalk         | 43 | 32 | 10 | 13 | 9  | 37 | 27 | +10 |
|  | 9.   | St Patrick's    | 39 | 32 | 9  | 12 | 11 | 32 | 38 | -6  |
|  | 10.  | Cobh Ramblers   | 32 | 32 | 8  | 8  | 16 | 31 | 41 | -10 |
|  | 11.  | Limerick        | 29 | 32 | 6  | 11 | 15 | 23 | 50 | -27 |
|  | 12.  | Drogheda Utd    | 28 | 32 | 7  | 7  | 18 | 26 | 58 | -32 |

Legenda:

         Campione d'Irlanda e qualificata in Coppa UEFA 1994-1995
         Vincitrice della FAI Cup e qualificata in Coppa delle Coppe 1994-1995
         Qualificate in Coppa UEFA 1994-1995
         Retrocesse in First Division 1994-1995
Note:
Tre punti a vittoria, uno a pareggio, zero a sconfitta.
La classifica finale è data dall'unione dei punti ottenuti nella prima (dove le squadre si affrontano tradizionalmente con la formula di andata e ritorno) e nella seconda fase (in cui il lotto delle partecipanti viene diviso in due gruppi, con il primo valido per la conquista del titolo e il secondo per la salvezza).

## Risultati

### Spareggi promozione/salvezza
|               |     |               | Città e data |
| ------------- | --- | ------------- | ------------ |
| Finn Harps    | 1-0 | Cobh Ramblers | 1994         |
|               |     |               |              |
| Cobh Ramblers | 3-0 | Finn Harps    | 1994         |

## Statistiche

### Primati stagionali
| Record - Maggior numero di vittorie: Shamrock Rovers (21) - Minor numero di sconfitte: Cork City (7) - Miglior attacco: Shamrock Rovers (62) - Miglior difesa: Dundalk (27) - Miglior differenza reti: Shamrock Rovers (+32) - Maggior numero di pareggi: Dundalk (13) - Minor numero di vittorie: Limerick (6) - Maggior numero di sconfitte: Drogheda Utd (18) - Peggiore attacco: Limerick (23) - Peggior difesa: Drogheda Utd (58) - Peggior differenza reti: Drogheda Utd (-32) |